# Эбботт и Костелло отправляются на Марс
Эбботт и Костелло отправляются на Марс (англ. Abbott and Costello Go to Mars) — американская фантастическая комедия 1953 года. Продолжение приключений Эбботта и Костелло.

## Сюжет
Лестер и Орвилль — подсобные рабочие в секретной лаборатории, где под руководством доктора Уилсона построен космический корабль. Орвилль случайно даёт ракете старт, и после непродолжительного полёта приятели оказываются в Новом Орлеане, в разгар маскарада «Марди Грас» (англ. New Orleans Mardi Gras). Поразившись ужасным созданиям, которые их окружают, друзья делают вывод, что они на Марсе.
Между тем в брошенную без присмотра ракету пробираются два беглых преступника: Гарри и Магси. Они надевают найденные там скафандры и в таком виде совершают ограбление близлежащего банка. Поскольку Лестер и Орвилль одеты так же, в преступлении подозревают их. Те спасаются на своём корабле, но там их поджидают бандиты, которые заставляют приятелей взять курс на Венеру. Приземлившись там, все четверо отправляются на разведку, и Орвилль вскоре захвачен местными стражницами, которые доставляют его к королеве Аллуре. Выясняется, что на Венере живут только женщины, так как «мужчины здесь давным-давно запрещены».
Однако Орвилль нравится Аллуре, и та решает, что он может остаться с условием, что будет хранить верность только ей одной. Орвилль соглашается. Преступники посажены за решётку, но Магси удаётся упросить одну из охранниц, чтобы она пофлиртовала с Орвиллем: таким образом он хочет уличить его в неблагонадёжности. Орвилль попадает в эту немудрёную ловушку, и разгневанная королева изгоняет всех мужчин со своей планеты.

## В ролях
- Бад Эббот — Лестер
- Лу Костелло — Орвилль
- Мари Бланчард — королева Аллура
- Роберт Пэйдж — доктор Уилсон
- Гораций Макмэхон — бандит Магси
- Марта Хайер — Джэни
- Джек Крушен — бандит Гарри Лошадь
- Джо Кирк — доктор Орвилла
- Джин Уиллес — капитан Оливия
- Анита Экберг — венерианская стражница
- Рената Хой — венерианская служанка

В титрах не указаны
- Гарри Ширер — мальчик (впервые на экране)
- Лестер Дорр — покупатель

## Факты
- Несмотря на название, на Марс герои не попадают.
- Съёмки проходили с 1 по 28 августа 1952 года.
- Венерианские автомобили, созданные для фильма, позднее снимались в ленте «Этот остров Земля» (1955)[1].
- Актриса второго плана Анита Экберг является победительницей конкурса «Мисс Швеция» 1950 года, а Рената Хой — 4-я вице-мисс первого конкурса «Мисс Вселенная» 1952 года[2].
- Идею фильма подсказал известный писатель-фантаст Роберт Хайнлайн, написавший в 1950 году сценарий «Эбботт и Костелло отправляются на Луну»[3].
- Фильм дважды выходил на DVD: 3 августа 2004 года на диске «Лучшее с Эбботтом и Костелло. Выпуск 3» и 28 октября 2008 года на диске «Эбботт и Костелло: Полная коллекция Universal Pictures».

## Премьерный показ в разных странах
- США — 6 апреля 1953
- Япония — 8 июля 1953
- Австралия — 30 июля 1953
- Швеция — 3 августа 1953
- Финляндия — 11 сентября 1953
- Дания — 14 декабря 1953
- Италия — 26 марта 1954
- Франция — 19 ноября 1954
- Португалия — 11 июля 1955